# Herdersem
Herdersem est une section de la ville belge d'Alost dans le Denderstreek, située en Région flamande dans la province de Flandre-Orientale. C'était une commune à part entière avant la fusion des communes de 1977.

## Démographie

### Évolution démographique
- Sources : INS, Rem. : 1831 jusqu'en 1970 = recensements, 1976 = nombre d'habitants au 31 décembre[2].

## Bourgmestres
Il y a eu seize bourgmestres avant la fusion de la commune avec Alost.
Le premier était Felix Van Geit, le dernier fut Antoine Muylaert.
- Felix Van Geit 1830
- Jan Matthijs 1833
- Frans Muylaert 1855
- Karel Van Hoorebeeck 1872
- Victor Goossens 1877
- Jan-Alfons Moens 1879
- Emiel Muylaert 1885
- Frans Wauters 1891
- Jan Alfons Moens 1904
- Sylvain Verhelst 1913
- Henri Moens 1921
- Frans Van Nuffel 1927
- Leon Muylaert 1933
- Frans De Boeck (durant la Seconde Guerre mondiale)
- Henri Moens 1947
- Antoine Muylaert 1971-1976

## Curiosité

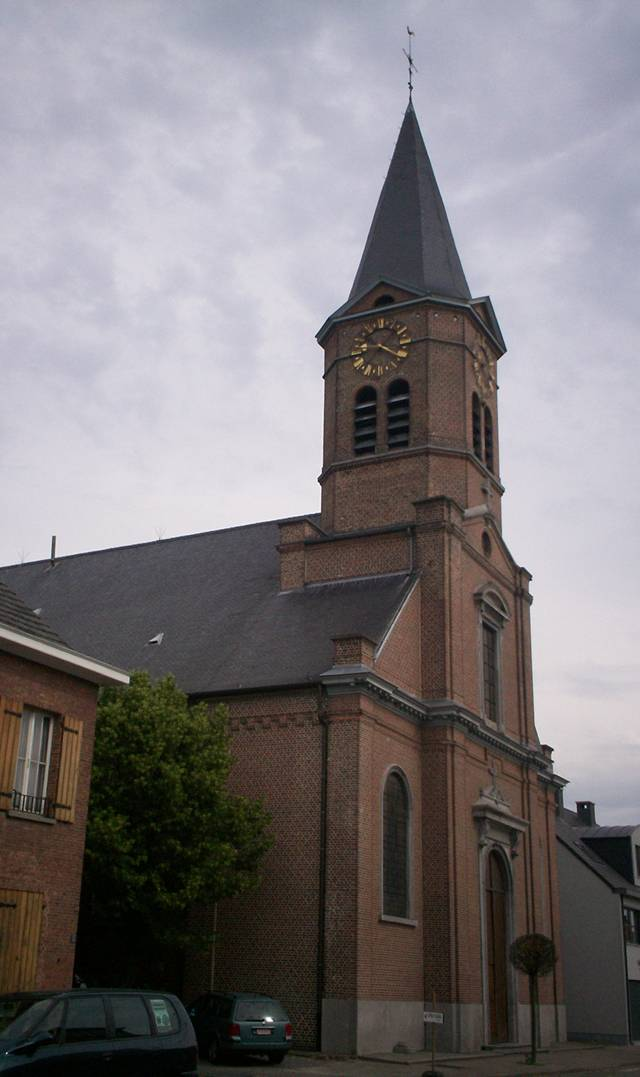
Église Notre-Dame